# 29555 MACEK
29555 MACEK (1998 DP) là một tiểu hành tinh vành đai chính được phát hiện ngày 18 tháng 2 năm 1998 bởi M. Tichy và Z. Moravec ở Klet.